# Stergusa aurata
Stergusa aurata är en spindelart som beskrevs av Simon 1902. Stergusa aurata ingår i släktet Stergusa och familjen hoppspindlar. Inga underarter finns listade i Catalogue of Life.